# Hyacinthe Klosé
Pour les articles homonymes, voir Klose.
Hyacinthe Eléonore Klosé, né le 11 octobre 1808 à Corfou et mort le 29 août 1880 à Paris (9e arrondissement), est un clarinettiste et compositeur français, professeur au Conservatoire de musique et de déclamation.

## Biographie
Hyacinthe Eléonore Klosé est né le 11 octobre 1808 sur l’île de Corfou, territoire français de 1797 à  1815 à la suite du traité de Campo-Formio et des traités de Tilsit. Son père, Joseph Klosé, est militaire, chef de musique au 8e régiment de hussards et ami intime de Frédéric Berr. Sa mère, Françoise Dasori, est probablement d'origine italienne.
Il débute l’étude de la clarinette vers 8 ans à Paris puis vers  l’âge  de 15  ans, il devient  musicien militaire, ensuite chef de musique à Paris et à Versailles et enfin capitaine de musique de la Garde nationale. Il étudie également la clarinette dans  la classe de Frédéric Berr au Gymnase musical militaire. 
En 1831, il entre au Conservatoire de musique et de déclamation où son professeur de clarinette est Frédéric Berr. 
En 1832, Klosé est professeur au conservatoire de Versailles. 
Après avoir terminé ses études, il devient musicien à l'orchestre du Théâtre-Italien de 1836 à 1844, professeur à l'École militaire de musique et se produit occasionnellement comme soliste. En 1838, après la mort de Berr, Klosé est nommé professeur de clarinette au conservatoire.
Il a probablement été le premier enseignant du saxophone, instrument qu'il joue également dès sa sortie, pour le Gymnase musical militaire vers 1846. Il est un ami d'Adolphe Sax.
De 1843 à 1851, Klosé est clarinettiste solo de l’orchestre de la Société  des concerts du Conservatoire. 
Avec l'aide du facteur Louis Auguste Buffet, Klosé contribue aux améliorations techniques de son instrument et la nouvelle clarinette avec les anneaux mobiles inventés par Theobald Boehm pour la flûte est présentée et récompensée lors de l'Exposition des produits de l'industrie française de 1839. Il dépose son brevet en 1844. Il a également fait généraliser l’ajout d'un support pour le pouce droit, la densité de l’ébène étant plus importante que celle du buis, matériau local utilisé historiquement pour les bois.
Klosé enseigne pendant trente ans au Conservatoire de musique et de déclamation où il forme de nombreux clarinettistes de haut niveau comme Adolphe Leroy, Cyrille Rose, Charles  Turban, Charles Frédéric Selmer (son élève préféré) et Augusta Holmès. Il écrit quelques œuvres pour la clarinette (les fantaisies sur des motifs d'opéras) et sa Méthode complète de clarinette en cinq parties a encore du succès aujourd'hui. En 1864 Klosé est fait Chevalier de la Légion d'honneur.
Klosé était reconnu par ses pairs et les critiques de son époque pour la qualité de son jeu, sa virtuosité et aussi pour la délicatesse de son expression; une part de cet héritage s'est perpétué auprès de ses élèves et son enseignement a établi le socle de l'école française de la clarinette. 

« La facilité avec laquelle il se joue des plus scabreuses difficultés de l’instrument n’est pas son principal mérite. Il en possède un autre: je veux parler de l’embouchure et de la qualité du son. La voix humaine à mon gré ne s’approche même pas du velouté et de la tendresse mélancolique de ces sons de clarinette. »

— Berlioz, Propos tiré d’un article paru en 1835 dans le journal Le Rénovateur,.
Au début des années 1870, Hyacinthe Klosé s'installe dans le village d'Anet en Eure-et-Loir pour prendre sa retraite. Il y a déjà de nombreuses attaches, sa fille Marie Eugénie Victorine y est née en 1854, et son ami Louis Auguste Buffet, mort en 1864, y avait sa résidence. De plus, depuis le XVIIIe et pendant tout le XIXe siècle, la commune d'Anet et surtout sa voisine La Couture-Boussey (Eure) ont regroupé de nombreuses familles de facteurs d'instruments à vent,, Hotteterre, Buffet, Thibouville, Leblanc, Noblet, Godfroy, Lot, Hérouard, Martin…
Lorsque Klosé tombe malade en 1880, il est transporté dans son domicile parisien, au 40 rue des Martyrs, où il décède le 29 août. Après des obsèques célébrées en l'église Notre-Dame-de-Lorette, il est inhumé au cimetière de Montmartre.

## Vie privée
Hyacinthe Klosé se marie le 31 mai 1838 avec Marie Rose Eléonore Donnier (née en 1818 à Saint-Pétersbourg, morte à Paris en 1899) de parents français. L'un des témoins à ce mariage est Frédéric Berr, qui mourra prématurément quelques mois plus tard en septembre.
Le couple a cinq enfants, nés entre 1839 et 1854, dont un seul fait carrière dans la musique, Joseph Georges Hippolyte Klosé (1849-1899), clarinettiste et bassoniste dans des orchestres parisiens.

## Compositions
Comme cela se pratiquait à l'époque, il a écrit comme professeur les pièces de solo de concours pour sa classe de clarinette au conservatoire et également pour la classe de saxophone d'Adolphe Sax.
Il a écrit des méthodes pour la clarinette et aussi pour chacun des quatre saxophones, et de nombreux cahiers d'exercices.
Il a composé de nombreuses œuvres pour orchestre d'harmonie, adapté des airs d'opéra et composé de nombreuses pièces et duos concertants pour clarinette, ophicléide et saxophone.
Klosé a écrit également pour le saxophone, notamment Daniel, Fantaisie Dramatique d'après E. Depas.

### Œuvres pour clarinette
- Air varié No.2, op.8, Dédicacé à Ernesto Cavallini (18?, publié en 1885)
- 1er solo, op. 9, pour clarinette avec accompagnement de piano et d'orchestre, "Dédié à Mr. Oscar Bass" (1841)
- Méthode pour l'enseignement de la clarinette à anneaux mobiles et de celle à 13 clefs, dédiée à M. Carafa, publiée par J. Meissonnier (1843)[16],[17]
- Gamme pour deux clarinettes, (1846)
- Solo n°2, op. 10, pour clarinette et piano
- Air varié No.3, op.11 (1851)
- Air varié No.4, op.12
- Solo No.3, Op.13, pour clarinette et piano (publié en 1851)
- Solo No.4, op.14, pour clarinette et piano (publié en 1851)
- Solo No.5, op.15, pour clarinette et piano (publié en 1851)
- Solo No.6, op.16, pour clarinette  avec accompagnement d'orchestre ou de 2 violons, alto, violoncelle et contrebasse ou piano, dédicacé "A E. Belletti, souvenir d'amitié" (publié en 1851)
- Solo No.7, op.17, pour clarinette et piano, dédicacé à "Souvenir à Don Antonio Romero, professeur au Conservatoire de musique de Madrid"
- 14 Études pour clarinette tirées des oeuvres de L. Spohr, J. Mayseder, P. Baillot et F. David, op. 18 (1853)
- Solo No.8, op.19, pour clarinette
- Duo sur des motifs de La sonnambula de Bellini, op. 20, pour hautbois, clarinette et piano
- 4 Morceaux élégants, op. 22, pour clarinette et piano (1854): Fantaisie sur Marco Spada. Opéra d'Auber; Cavatine du Barbier de Séville, opéra de Rossini; Souvenirs de Varsovie Mazurka de Schulhoff; Cavatine de la Norma. Opéra de Bellini.
- Six études mélodiques, op. 22, arrangées d'après celles d'Alard pour violon, pour clarinette (entre 1841 et 1862)
- 30 études, musique d'Henry Aumont, arrangées pour la clarinette par H. Klosé (1854)
- 12 Mélodies de Schubert, (F.) Proch, (H.) Gambogi, Rossini, Verdi, transcrites pour hautbois d'après Klosé par Bruyant (A.) (1857)
- Le bijou perdu, petite fantaisie pour la clarinette avec accompagnement de piano (1860)
- 3 mélodies : "Fleur de Castille" de P. Gambogi, "Die Verfumrund" de G. Verdi, "Air du Barbier de Séville" de G. Rossini, op.24, 1ère suite / arrangées pour clarinette avec accompagnement de piano par H. Klosé (entre 1841 et 1862)
- Solo No.9, op.25, pour clarinette avec accompagnement de deux violons, alto, violoncelle et contrebasse ou de piano
- Solo No.10, op.27, pour clarinette et piano
- Solo No.11, op.28, pour clarinette avec accompagnement de quatuor ou de piano (entre 1862 et 1898)
- Solo No.12, pour clarinette et piano (1864)
- Airs de "si j'étais roi", musique d'Adolphe Adam, arrangés pour clarinette seule par H.Klosé (1864)
- Le Décamiron des jeunes clarinettistes, 20 petites fantaisies pour clarinette seule, divisées en 2 suites (1865)
- Fantaisie expressive, d'après E. Depas, pour clarinette et piano concertants par H. Klosé et Alphonse Leduc (1866)
- La Fille de la vallée, d'après E. Depas, fantaisie élégante pour clarinette et piano concertants par H. Klosé et A. Leduc (1866)
- Le Progrès, 16 petites fantaisies brillantes pour clarinette seule. Première et deuxième suites (1866)
- Il Furioso. Fantaisie, d'après Léopold Dancla, pour clarinette et piano concertants par H. Klosé et Alphonse Leduc (1867)
- L'Oiseau bleu (d'Alphonse Thys), caprice mélodique pour clarinette et piano, (d'après Ernest Depas) par H. Klosé et Alphonse Leduc (1867)
- L'Invitation à la valse de Carl Maria von Weber, d'après Ernest Depas, pour clarinette et piano concertants par H. Klosé (1868)
- Oberon de C.-M. de Weber, petite Fantaisie pour la clarinette avec accompagnement de piano, d'après E. Depas par H. Klosé (1868)
- Anna Bolena, opéra de Gaetano Donizetti, air d'opéra arrangé pour clarinette seule par H. Klosé (1869)
- Parisina : opéra de Donizetti, air d'opéra arrangé pour clarinette seule par H. Klosé (1869)
- Le barbier de Séville: opéra de Rossini, air d'opéra arrangé pour clarinette seule par H. Klosé (1869)
- La gazza ladra : opéra de Rossini, air d'opéra arrangé pour clarinette seule par H. Klosé (1869)
- Moïse : opéra de Rossini, air d'opéra arrangé pour clarinette seule par H. Klosé (1869)
- Norma : opéra de Bellini, air d'opéra arrangé pour clarinette seule par H. Klosé (1869)
- Le pirate : opéra de Bellini, air d'opéra arrangé pour clarinette seule par H. Klosé (1869)
- Les puritains : opéra de Bellini, air d'opéra arrangé pour clarinette seule par H. Klosé (1869)
- La sonnambula : opéra de Bellini, air d'opéra arrangé pour clarinette seule par H. Klosé (1869)
- La straniera : opéra de Bellini, air d'opéra arrangé pour clarinette seule par H. Klosé (1869)
- Les noces de Figaro: opéra de Mozart, air d'opéra arrangé pour clarinette seule par H. Klosé (1869)
- Robin des Bois : opéra de Weber, air d'opéra arrangé pour clarinette seule par H. Klosé (1869)
- Solo No.13, pour clarinette avec accompagnement de quintette ou de piano (1873)
- Les Lilas, valse de E. Deransart, fantaisie concertante pour piano et clarinette (1873)
- Air varié No.5
- Air varié No.6 (1874)
- Air varié No.7, pour clarinette si bémol avec accompagnement de piano (1876)
- 3 Duos concertans faciles et progressifs, par Giovanni Battista Viotti, co-arrangés pour deux clarinettes par H. Klosé [W IV : 37-39] (1876)
- Le calife de Bagdad : opéra de A. Boïeldieu, air d'opéra arrangé pour clarinette seule par H. Klosé (1876)
- Le croisé en Égypte : opéra de G. Meyerbeer, air d'opéra arrangé pour clarinette seule par H. Klosé (1876)
- Don Juan : opéra de Mozart, air d'opéra arrangé pour clarinette seule par H. Klosé (1876)
- La flûte enchantée : opéra de W.A. Mozart, air d'opéra arrangé pour clarinette seule par H. Klosé (1876)
- Elisire d'amore : opéra de Donizetti, air d'opéra arrangé pour clarinette seule par H. Klosé (1876)
- Jean de Paris : opéra de Boïeldieu, air d'opéra arrangé pour clarinette seule par H. Klosé (1876)
- Mina : opéra comique de A. Thomas, air d'opéra arrangé pour clarinette seule par H. Klosé (1876)
- Otello : opéra de G. Rossini, air d'opéra arrangé pour clarinette seule par H. Klosé (1876)
- Semiramis : opéra de G. Rossini, air d'opéra arrangé pour clarinette seule par H. Klosé (1876)
- Richard Cœur de lion : opéra de A. Grétry, air d'opéra arrangé pour clarinette seule par H. Klosé (1876)
- Roméo et Juliette : opéra de V. Bellini, air d'opéra arrangé pour clarinette seule par H. Klosé (1876)
- Duettino concertante pour deux clarinettes si bémol ou clarinette si bémol et saxophone alto mi bémol avec accompagnement de piano (1876)
- Héléna, mélodie pour clarinette si bémol avec accompagnement de piano ou de musique d'harmonie (1876)
- Pensez à moi, polka pour clarinette avec accompagnement de piano (1876)
- Trois Duos concertans, tirés des œuvres de J. B. Viotti. Arrangé pour deux clarinettes (1876)
- Espèrance, andante cantabile pour clarinette si bémol avec accompagnement de piano (1877)
- Études caractéristiques pour clarinette, (1877)
- Solo No.14, pour clarinette et piano, dédicacé à son élève J. Gibert (1877)
- Le Calme, mélodie pour clarinette si bémol et piano (1878)
- Euréka, mélodie pour clarinette si bémol avec accompagnement de piano (1878)
- Eva, mélodie pour clarinette si bémol et piano (1878)
- Le Rosier, mélodie pour clarinette si bémol avec accompagnement de piano (1878)
- Le Saphir, mélodie pour clarinette si bémol avec accompagnement de piano (1878)
- Le Youka, mélodie fantaisie pour clarinette si bémol avec accompagnement de piano (1878)
- Solo No.15, pour clarinette et piano (ou "quintette")
- Air varié No.8, pour clarinette si bémol avec accompagnement de piano (1879)
- Bucéphale, célèbre galop arrangé pour piano et clarinette concertants par H. Klosé (1879)
- Dernière pensée de Weber, 4e petite fantaisie pour la clarinette, avec accompagnement de piano par H. Klosé (1879)
- Moïse de Rossini, 1ère petite fantaisie pour la clarinette avec accompagnement de piano, (d'après E. Depas) (1879)
- 3 Pensées musicales, pour clarinette avec accompagnement de piano. 
  - 1ère pensée, l'Aube, (1881)
  - 2e pensée, Chemin faisant (1881)
  - 3e pensée, Pastorale (1881)
- Exercices journaliers pour la clarinette (1881)
- Études de genre et de mécanisme pour la clarinette (1882)
- Célèbre marche indienne, musique par Adolphe Sellenick, pour piano et clarinette, transcrite par Klosé (1884)
- Souvenir de Bellini, fantaisie élégante pour clarinette et piano concertants par H. Klosé et Alphonse Leduc (1886)
- À travers bois : galop d'E. Fischer, arrangé pour clarinette seule par H. Klosé (1887)
- La frileuse : valse d'Ed. Thuillier, arrangé pour clarinette seule par H. Klosé (1887)
- La jongleuse : polka d'E. Fischer, arrangée pour clarinette seule par H. Klosé (1887)
- Marche des trompettes : d'Aïda, opéra de G. Verdi, air arrangé pour clarinette seule par H. Klosé (1887)
- Polka des marteaux  d'Émile Fischer, arrangé pour clarinette seule par H. Klosé (1887)
- Radepont : valse d'Ad. Sellenick, arrangé pour clarinette seule par H. Klosé (1887)
- Rappelle-toi : mélodie de G. Rupès, arrangé pour clarinette seule par H. Klosé (1887)
- Rêve de printemps : mazurka de L. Dessaux, arrangé pour clarinette seule par H. Klosé (1887)
- Sérénade de mandolines de L.C. Desormes, arrangé pour clarinette seule par H. Klosé (1887)
- Freyschütz de Charles Marie Weber, 6e petite fantaisie pour la clarinette avec accompagnement de piano, (d'après E. Depas) (1888)
- Concertino, pour la clarinette en si bémol avec accompagnement de piano - Oeuvre posthume (1890)
- Quinze grands Morceaux pour étudier le style moderne et conduire à l'exécution des morceaux de concert, pour clarinette, avec accompagnement d'une 2e clarinette par H. Klosé, Édition revue par L. Grisez (1905)

- Méthode complète de clarinette : nouvelle édition en cinq parties, entièrement refondue, révisée, mise au courant de la technique moderne et considérablement augmentée d'exercices et d'études (1933, 1958)
  - I. Les Éléments de Mécanisme.
  - II. Premières études des gammes et registres. Articulations. Expression. Ornements. Arpèges.
  - III. Le Mécanisme Supérieur.
  - IV. Quinze Grands Duos et Cinq Grandes Études.
  - V. Traits difficiles.

### Œuvres pour ensemble militaire
- La Constantine ou le drapeau tricolore et Constantine, Chant national par P. Laisné, musique de H. Klosé (1838)
- L'Enfant de Garenne, Romance par P. Laisné, musique de H. Klosé (1838)
- L'Amour d'un bon frère, Romance élégiaque par P. Laisné, musique de H. Klosé (1841)
- Napoléon, Chant de l'héroïsme par P. Laisné, musique de H. Klosé (1841)
- Romance de la reconnaissance, par P. Laisné, musique de H. Klosé (1842)
- Polka des Princes, composée pour Musique Militaire par H. Klosé (1847)
- Messe solennelle de Sainte-Cécile, musique d'Adolphe Adam, arrangée pour musique militaire d'infanterie et de cavalerie par H. Klosé (1852)
- Chœur du "Comte Ory" de G. Rossini, arrangé pour le grand concours de Fontainebleau pour musique d'infanterie et de cavalerie par H. Klosé (1853)
- Pas redoublé sur "le Nabab (en)", d'Halévy, pour musique militaire par H. Klosé (1854)
- Chant de gloire, pas redoublé pour harmonie, composé par H. Klosé (1858)
- La Concorde, pas redoublé pour harmonie, composé par H. Klosé (1858)
- Rocambole, pas redoublé pour harmonie par H. Klosé (1858)
- Margoff, allegro militaire pour harmonie, composé par H. Klosé (1859)
- Mélodie religieuse, musique de Charles Manry, instrumentée pour musique militaire par H. Klosé (1859)
- Ouverture de La Sorcière des eaux, musique de Charles Manry, arrangée pour musique militaire par H. Klosé (1859)
- Lucrezia Borgia, fantaisie, musique de Donizetti, arrangée pour musique militaire par H. Klosé (1861)
- Ouverture de Stradella par Friedrich von Flotow, arrangée pour musique militaire, par H. Klosé (1861)
- Anna. Polka, pour piston par Jules Legendre, arrangée pour musique militaire par H. Klosé (1864)
- La Grande route, galop pour harmonie (1865)
- Tartuffin, pour harmonie (1865)
- Rocambole, pas redoublé pour harmonie par H. Klosé (1867)
- La Victoire est à nous, pas redoublé pour harmonie, composé par H. Klosé (1867)
- Andante religioso pour fanfare ou musique d'harmonie par H. Klosé (1868)
- Augusto, marche pour fanfare ou musique d'harmonie par H. Klosé (1868)
- Dardanus, pas redoublé pour fanfare ou musique d'harmonie par H. Klosé (1868)
- Houp-Sasa, pas redoublé pour musique militaire par H. Klosé (1868)
- Marche funèbre, pour fanfare ou musique d'harmonie par H. Klosé (1868)
- Retraite française, pour musique de cuivre ou d'harmonie, par H. Klosé (1868)
- Teresita, grande valse espagnole pour musique militaire par H. Klosé (1868)
- La Victorieuse, marche pour musique de cuivre (ou harmonie) par H. Klosé (1868)
- Airs espagnols, arrangés pour musique militaire (1870)
- L'Artilleur, galop pour musique militaire par H. Klosé (1870)
- Georgette, polka pour musique militaire par H. Klosé (1870)
- Pas redoublé Badenburg, pour musique d'harmonie par H. Klosé (1870)
- Retraite aux flambeaux au régiment d'artillerie monté de la Garde impériale, pour fanfare ou musique d'harmonie (1870)
- La Reine de Florence, polka-mazurka pour musique militaire par H. Klosé (1870)
- Bucéphale, galop par Louis Dessaux, arrangé pour musique militaire par H. Klosé (1874)
- La jolie Hongroise, valse par E. Fischer, arrangée pour musique militaire par H. Klosé (1874)
- Héléna, Mélodie pour musique militaire (1877)
- Léonide, ouverture pour musique militaire (1879)
- Mélico, Pas redoublé pour musique militaire (1879)
- Mésange polka pour harmonie avec solo de petite clarinette (1879)
- Biribi, pas redoublé pour musique militaire (1880)

### Œuvres pour saxophone
- Solo, pour saxophone alto mi ♭ avec accompagnement de piano (1858)
- Solo, pour saxophone soprano si bémol ou alto mi bémol, avec accompagnement de piano (1865)
- Méthode complète des saxophones, [petit saxophone aigu, mi ♭. ou saxophone-soprano si ♭] (1866)
- Daniel, d'après E. Depas, fantaisie dramatique pour saxophone [alto mi ♭] et piano concertants (1869)
- Méthode complète de saxophone-baryton mi ♭, 2e partie (1879)
- Méthode élémentaire pour Saxo-alto mi bémol à l'usage des Fanfares et des Collèges (1879)
- Méthode élémentaire pour saxo-ténor si bémol à l'usage des fanfares et des collèges (1879)
- L'adieu : mélodie de Fr. Schubert, fantaisie pour piano et saxophone concertants par H. Klosé et Alphonse Leduc (1880)
- Le Désir : Mélodie de Fr. Schubert, fantaisie pour piano et saxophone concertants par H. Klosé et Alphonse Leduc (1880)
- 25 exercices journaliers, études pour saxophone (1881)
- Méthode élémentaire pour saxophone-soprano si bémol (1881)
- 25 études de mécanisme pour le saxophone, études pour saxophones (1881)
- 15 Études chantantes, études pour saxophones, posthume (1883)

- Méthode complète pour tous les saxophones

### Œuvres pour ophicléide, basson
- Air varié, op. 21, pour ophicléide en si  et piano (1843)
- Solo pour le basson, pour basson et piano (1880)